# いばらのみち
「いばらのみち」は、日本のバンド椿屋四重奏の通算7枚目およびメジャー4枚目のシングル。2010年5月26日発売。発売元はワーナーミュージック・ジャパン。

## 概要
- 通常盤と初回限定盤の二種リリース。初回限定盤には「いばらのみち」のミュージックビデオ入りのDVD付き。
- PV監督は松本剛。
- 初となるドラマ主題歌。5月11日には同ドラマエンディングテーマで主演の安達祐実の歌唱によるカヴァー曲「いばらのみち(紅子version)」が「紅子 starring 安達祐実」名義で配信された。
- ギターの安高拓郎が脱退して初めてのシングルになった。

## 収録曲
1. いばらのみち(3:28)
作詞：中田裕二・松井五郎、作曲・編曲：中田裕二
2. ミス・アンダースタンド(3:49)
作詞・作曲・編曲：中田裕二
3. いばらのみち (Acoustic version)(4:26)

## 演奏
- 中田裕二：Vocal, Guitar, Programming
- 永田貴樹：Bass
- 小寺良太：Drums, Percussion
- YANCY：Piano (#3)

## 収録アルバム
- メジャー3枚目『孤独のカンパネラを鳴らせ』（2010年8月4日）

## タイアップ
- いばらのみち：東海テレビ・フジテレビ系全国ネット 連続ドラマ「娼婦と淑女」主題歌